# Куропаткино (Азербайджан)
Куропаткино (азерб. Kuropatkino) — село в Ходжавендском районе Азербайджана, является центром Куропаткинского сельского административно-территориального округа.

## Этимология
Согласно Энциклопедическому словарю топонимов Азербайджана, по словам местных жителей село было так названо из-за большого количество курапаток на этой местности, а также некоторые связывают топоним с русской фамилией Куропаткин.

## География
Село Куропаткино входит в состав Куропаткинского сельского административно-территориального округа Ходжавендского района, при этом село Куропаткино является центром этого сельского административно-территориального округа. Село расположено в предгорной местности, на высоте 265 м.

## История
В годы Российской империи село Куропаткино входило в состав Шушинского уезда Елизаветпольской губернии.
В советский период на 1961 год село входило в состав Мартунинского (ныне город Ходжавенд) посёлкового совета Мартунинского района Нагорно-Карабахской автономной области (НКАО) Азербайджанской ССР. На 1963 год это село уже отсутствует в списке населённых пунктов Мартунинского района. Согласно Энциклопедическому словарю топонимов Азербайджана, село в 1960-е годы было снято с учёта списка населённых пунктов и присоединено к посёлку Мартуни (ныне город Ходжавенд), но в 1990 году вновь получило статус села и было добавлено в список населённых пунктов. Указом Президиума Верховного Совета Азербайджанской ССР от 21 апреля 1990 года было постановлено включить в список населённых пунктов Мартунинского района НКАО селение Куропаткино, образовать Куропаткинский сельский Совет с центром в селении Куропаткино.
2 сентября 1991 года на совместной сессии Нагорно-Карабахского областного и Шаумяновского районного Советов народных депутатов была принята Декларация о провозглашении Нагорно-Карабахской Республики в границах Нагорно-Карабахской автономной области (НКАО) и сопредельного Шаумяновского района Азербайджанской ССР.
26 ноября 1991 года Верховный Совет Азербайджанский Республики принял Закон "Об упразднении Нагорно-Карабахской автономной области Азербайджанской Республики". В этом Законе было постановлено помимо упразднения Нагорно-Карабахской Автономной Области (НКАО), в том числе также и переименование города Мартуни в Ходжавенд, переименование Мартунинского района в Ходжаведский район и включение Ходжавендского района в число районов республиканского подчинения. В настоящее время село Куропаткино является центром Куропаткинского сельского административно-территориального округа Ходжавендского района Азербайджана.
В результате Карабахского конфликта, село 2 октября 1992 года было занато армянскими вооружёнными формированиями и попало под контроль непризнанной Нагорно-Карабахской Республики (НКР). Согласно административно-территориальному делению непризнанной республики село находилось в составе Мартунинского района НКР и называлось Какавадзор (арм. Կաքավաձոր).
Согласно Трёхстороннему Заявлению в ночь с 9 по 10 ноября 2020 года, подписанному по итогам 44-дневной войны, село перешло под контроль Российских миротворческих сил.
В результате боевых действий произведённых Вооружёнными Силами Азербайджана в Карабахе 19-20 сентября 2023 года, село было возвращено под контроль Азербайджана.

## Население
По данным «Кавказского календаря» на 1912 год в селе проживало 830 человек, в основном русских.

## Культура
На территории местности имелась православная церковь.